# Rousdon
Rousdon – wieś w Anglii, w hrabstwie Devon, w dystrykcie East Devon. Leży 38 km na wschód od miasta Exeter i 219 km na południowy zachód od Londynu.